# 40 Days and Nights
40 Days and Nights ist ein US-amerikanischer Katastrophenfilm aus dem Jahr 2012 von Peter Geiger nach einem Drehbuch von H. Perry Horton.

## Handlung
Eine Reihe von Wissenschaftler kalkulieren im Jahr 2010, dass der steigende Meeresspiegel eine Apokalypse auf der Erde auslösen könnte. John, ein Militärwissenschaftler der United States Army entwickelt eine moderne Arche Noah, die bis zu 50.000 Menschen bergen könnte. Seine Frau Tessa, eine Mikrobiologin, ist derweil beschäftigt, die DNA von allen bekannten Tierarten zu sammeln, um nach dem Weltuntergang eine neue Population von Tieren zu schaffen. Knapp zwei Jahre später lösen die Bewegung einer massiven tektonischen Platte einen Tsunami aus, der alle Kontinente des Planeten durch die Wellen über 1.500 Metern über dem Meeresspiegel bedeckt. Außerdem steigt der weltweite Niederschlag 5 cm pro Stunde. Durch diese Erkenntnisse berechnen die Wissenschaftler, dass in fünf Wochen der Weltuntergang bevorsteht.
John ist allerdings noch nicht fertig mit seiner Arbeit und daher passen nur 300 Menschen auf die Arche. Ein Los entscheidet, wer das Schiff betreten darf und deswegen werden Familien bereits vor der Flut voneinander getrennt. Die von Tessa gesammelte DNA befindet sich in einem Zug auf den Weg Richtung Arche. Aufgrund eines Erdrutsches wird der Zug samt Ladung unter Erde, Geröll und Schlamm bedeckt. Gemeinsam mit Welker, Tyler und Lynn beschließt Tessa mit Hilfe eines Hubschraubers nach dem Zug zu suchen. Gerade rechtzeitig kann Tessa DNA einer für die Menschheit überlebenswichtige Bienenart bergen, als ein Sturm aufzieht, der das Leben von Welker und Tyler fordert.
Tessa versucht mit einem Flugzeug rechtzeitig die Arche zu erreichen. Da die Landebahn zerstört wurde, springt sie mit einem Fallschirm über dem Schiff ab. Wenig später startet das Schiff seine Fahrt. Am 40. Tag beruhigt sich langsam das Meer. Freeman unterrichtet die Crew darüber, dass es weitere Schiffe mit Überlebenden gibt.

## Hintergrund
Die Dreharbeiten begannen am 8. Juni 2012 in Los Angeles. Der Film gilt als Mockbuster zu Roland Emmerichs 2012. Am 27. November 2012 erschien der Film in den USA im Videoverleih. Am 26. April 2013 startete der Film in Deutschland im Videoverleih.
In Deutschland erschien der Film auch unter den Alternativtiteln Arche Noah der Neuzeit, 40 Tage bis zum Weltuntergang und Apocalypse 4.0.

## Rezeption
„Trivialer Endzeit-Katastrophenfilm als billiger Abklatsch von Roland Emmerichs ‚2012‘.“

„Sintflut an Klischees und Billigeffekten.“

Cinema bezeichnet den Film außerdem als „ohne Geld und Finesse runtergekurbelten“ „Katastrophentrash“.
Im Audience Score, der Zuschauerwertung auf Rotten Tomatoes, hat der Film bei mehr als 50 Abstimmungen eine Wertung von 16 %. In der Internet Movie Database hat der Film bei über 2.400 Stimmabgaben eine Wertung von 2,4 von 10,0 möglichen Sternen (Stand: Oktober 2024).